# Trương Hoàng hậu (Minh Thế Tông)
Minh Thế Tông Trương Phế hậu (chữ Hán: 明世宗張廢后; ? - 3 tháng 1, 1537), là Hoàng hậu thứ hai của Minh Thế Tông Gia Tĩnh Đế.

## Thân thế
Trương thị tên Thất Tỉ (七姐) là con gái của Hộ vệ Trương Tiếp (張楫), mẹ là Tiết thị (薛氏). Năm Gia Tĩnh thứ nhất (1522), Trương thị nhập cung cùng Trần Hoàng hậu và Cung phi Văn thị, được phong Thuận phi (顺妃).
Mùa xuân năm thứ 7 (1528), Hoàng hậu Trần thị ngồi cùng Minh Thế Tông, Trương Thuận phi và Văn Cung phi dâng trà, Thế Tông thuận thế cầm lấy tay của bà. Hoàng hậu đột nhiên tức giận, gạt đi tách trà khiến Gia Tĩnh Đế giận dữ. Hoàng hậu gặp thế kinh sợ, thân đang mang thai thì thai khí chấn động, sau đó sẩy thai. Cùng năm đó, hoàng hậu lâm bệnh nặng rồi mất. Sau khi Trần Hoàng hậu mất được 3 tháng thì Trương Thuận phi được lập làm Hoàng hậu.
Năm thứ 13 (1534), Trương hậu bị phế mà không rõ lý do, có thuyết cho rằng Trương Hoàng hậu đã nói giúp em trai của Trương thái hậu, khiến Gia Tĩnh Đế giận dữ mà phế truất bà, giam vào biệt cung.
Ba năm sau khi bị phế (1537), ngày 3 tháng 12 âm lịch, Phế hậu Trương thị qua đời, thọ khoảng 30 tuổi. Bà được táng theo nghi lễ của Phế hậu Hồ Thiện Tường, Hoàng hậu của Minh Tuyên Tông, mộ phần ở Kim Sơn (金山). Thế Tông không ban cho bà thụy hiệu nào.
Trương Hoàng hậu cũng không có với Thế Tông một người con nào.